# Press Beck
Der Press Beck ist ein Wasserlauf im Lake District, Cumbria, England.
Der Press Beck entsteht am Heathwaite Fell. Er fließt in südwestlicher Richtung bis zu seiner Mündung in den Kirkby Pool.